# Adelphius (évêque)
Adelphius était un évêque présent au Concile d'Orléans en 511. Il se disait évêque de Rezé.
Selon les versions conservées des actes concilliaires [Conc. Gall.], il est fait mention, d’un Adelfius episcopus de Ratiate ou Rasiate (codex C – VIe et VIIe siècles -, K -590-604-), d’un Adelfius episcopus eclesiae Ratiatecae (codex P, fin du IXe siècle). 
Les autres manuscrits, datables au mieux du VIIIe siècle, et surtout des IXe et Xe siècles, mentionnent qu’Adelphius est l’évêque de la cité de Poitiers « ex civitate Pectavos Adelfius episcopus » (codex R, H, A, B). 
En 533, Adelphius délègue au concile un dénommé Asclepius qui souscrit pour lui, mais aucun manuscrit ne précise le siège épiscopal des évêques. La résidence d’un évêque à Rezé paraît certaine au début du VIe siècle, elle n’atteste pas, pour autant, la création durable d’un évêché à Rezé.

## Référence
- Cet article est partiellement ou en totalité issu de l'article intitulé « Adelphius » (voir la liste des auteurs).